# Cosa nostra durante il fascismo
I rapporti tra cosa nostra e fascismo furono segnati dal contrasto tra il regime fascista e cosa nostra.
L'attività di contrasto - iniziata nel 1924 con l'invio in Sicilia del prefetto di ferro Cesare Mori - si tradusse in una forte repressione del fenomeno.

## Storia
I primi Fasci italiani di combattimento in Sicilia si svilupparono fin da subito con notevole difficoltà venendo visti dalla classe dirigente come elementi estranei alla mentalità siciliana. Solo nella Sicilia orientale e tardivamente i Fasci di combattimento riuscirono a radicarsi in maniera autonoma: nella provincia di Ragusa e Siracusa si formarono le uniche squadre d'azione che si scontrarono con le squadre socialiste, mentre a Catania alcuni gruppi di studenti avevano formato dei circoli culturali con l'aiuto di docenti dell'Università di Catania. Nella Sicilia occidentale solo a Palermo nel 1921 vi furono alcuni tentativi da parte di studenti affascinati dal Futurismo di costituire un Fascio, ma solo con la costituzione nel novembre 1921 del Partito Nazionale Fascista si arrivò a contare circa mille iscritti.
Ciononostante i Fasci italiani di combattimento ebbero i primi caduti per mano mafiosa: Mariano de Caro a Misilmeri e Domenico Perticone a Vita.
Solo nel 1923, dopo la fusione con Associazione Nazionalista Italiana che in Sicilia aveva una struttura molto più estesa ed organizzata, il PNF fu in grado di rimpolpare i propri quadri dirigenti e riuscì a diventare un importante punto di riferimento nella politica siciliana. 
Mussolini, ormai diventato Presidente del Consiglio, desideroso di estromettere dal partito gli elementi più compromessi con i vecchi partiti per puntare su persone nuove provenienti dalla piccola borghesia, inviò Piero Bolzon come commissario straordinario per la Sicilia. In particolare a Palermo si mise in luce Alfredo Cucco, un giovane esponente nazionalista che assunse la guida del PNF locale. Attento alla questione morale, tra i suoi primi atti di Cucco vi fu lo scioglimento dei fasci di Cefalù, Cerda, Marineo, Termini Imerese, Arenella, Caccamo, Roccapalumba e Monreale. Cucco fece inoltre espellere gli iscritti non in regola con la fedina penale.
Dopo numerosi rinvii, nel maggio 1924, vinte le elezioni politiche del 1924 il Presidente del Consiglio Benito Mussolini, si recò in visita in Sicilia. In Sicilia la Lista Nazionale, un cartello elettorale di cui facevano parte il Partito Nazionale Fascista, l'ormai sciolta Associazione Nazionalista Italiana e la maggioranza degli esponenti liberali e democratici, aveva ottenuto un clamoroso successo ottenendo circa il 70% dei consensi. A capolista della Lista Nazionale, era il liberale Vittorio Emanuele Orlando, il quale era stato il Presidente del Consiglio nominato dopo la disfatta di Caporetto ed aveva portato l'Italia alla vittoria, e quindi per l'immagine patriottica e combattentistica legata alla riscossa del Regio Esercito nella Grande guerra era stato fortemente voluto dal PNF. Altri esponenti siciliani, pur esponenti dell'interventismo non furono inseriti in lista, nonostante si fossero proposti, a causa di equivoci clientelismi politici.
Nel corso del viaggio in Sicilia Mussolini soggiornò a Palermo dove dalla Torre Pisana del Palazzo dei Normanni rivolse il suo appello alla popolazione: «Qualcosa si è fatto, ma molto ancora resta da fare. Per fortuna a quella che io vorrei chiamare la coscienza del dovere e della responsabilità di governo, si aggiunge oggi l'assillo delle nuove forze e delle nuove generazioni. Siete voi e soprattutto voi che dovete porre con tenacia instancabile, con diligenza inflessibile, i problemi della vostra Isola, in modo che da problemi regionali, appaiano, in un dato momento nella loro vera essenza di problemi nazionali».
Il viaggio proseguì poi per Trapani e Girgenti e il 7 maggio nella comunità albanese di Piana degli Albanesi, allora detta Piana dei Greci. Mussolini fu ricevuto dal sindaco Francesco Cuccia, noto nella storiografia siciliana come "don Ciccio", e da costui accompagnato in macchina per il paese. Durante il percorso in macchina Cuccia a proposito della scorta si rivolse a Mussolini dicendo: "Voscenza non ha bisogno di tutti questi sbirri, non ha niente da temere finché sarà in mia compagnia". Nonostante tutti si aspettassero una reazione di Mussolini, questi abbozzò, ma il giorno dopo, raccolte informazioni su Cuccia, e ad Agrigento rivolto alla folla intervenuta per un comizio disse:
(Mussolini l'8 maggio 1924 ad Agrigento)

### L'invio di Mori in Sicilia
Mussolini rientrò dalla visita in Sicilia il 12 maggio e il giorno seguente convocò il capo della polizia Emilio De Bono e il ministro dell'interno Luigi Federzoni e si decise la nomina del prefetto Cesare Mori per condurre la lotta contro la mafia. Mussolini fece convocare Mori per assegnargli l’incarico e gli raccomandò: "Spero che sarete duro con i mafiosi come lo siete stato con i miei squadristi!".
Nel 1922 Mori era stato prefetto di Bologna dove si era dimostrato inflessibile nell'applicazione della legge, sia contro lo squadrismo fascista che contro le formazioni socialiste attirandosi l'antipatia dei comandanti dello squadrismo locale Italo Balbo e Leandro Arpinati. All'ascesa al potere del fascismo, era stato dispensato dal servizio attivo.
Cesare Mori fu nominato prefetto di Trapani e prese servizio il 2 giugno 1924.

### L'operato del prefetto

Cesare Mori presso Piana degli Albanesi, comunità albanese di Sicilia di rito bizantino (vedasi papàs alle spalle)

Mori venne così richiamato in servizio, inviato nell'isola nel maggio del 1924 e gli fu affidato  l'incarico da Benito Mussolini, sia per la sua risaputa durezza che per la precedente esperienza nella repressione dei fenomeni criminali nell'isola. Fu nominato prefetto di Trapani, e vi rimase fino al 12 ottobre 1925, ricordato come il "prefetto di ferro". Come primo provvedimento ritirò tutte le licenze di porto d'armi, e nel gennaio 1925 nominò una commissione provinciale col compito di decidere e disporre circa il rilascio di nulla osta (resi obbligatori) per l'attività di campiere e di guardianía, attività tradizionalmente controllate da cosa nostra. Mussolini inviò in Sicilia anche il magistrato Luigi Giampietro come procuratore generale della Corte d'Appello di Palermo, per assicurarsi che anche le condanne fossero esemplari.
Dopo l'attività svolta a Trapani, Mori venne nominato prefetto di Palermo, dove si insediò il 20 ottobre 1925, con poteri straordinari e con competenza estesa a tutta la regione. Qui attuò una dura repressione, oltre che nei confronti dei fenomeni mafiosi, anche nei confronti del banditismo, colpendo bande di malavitosi locali anche attraverso metodi non legali (fra cui la tortura, la cattura di ostaggi fra i civili e il ricatto). Con l'esplicito appoggio di Mussolini, la sua azione continuerà per tutto il biennio 1926-27. Anche nei tribunali le condanne per i mafiosi cominciarono ad essere durissime. I metodi che impiegò furono energici, arrivando perfino a prendere in ostaggio donne e bambini per raggiungere il suo scopo, a tale riguardo scrive lo storico Christopher Duggan nella sua opera "Prefetto di ferro", come ad esempio nel caso dell'assedio di Gangi. Tuttavia buona parte dei latifondisti con legami mafiosi uscí indenne dai processi.
Quando Mori passò dai "pesci piccoli" alla persecuzione dei "colletti bianchi" si scoprì che il gerarca A. Cucco e il generale A. Di Giorgio avevano legami stretti con la mafia.
Così il prefetto di ferro ricevette da Mussolini in persona, direttive volte a fargli abbandonare le indagini, intimandolo a "provvedere alla liquidazione giudiziaria della mafia nel più breve tempo possibile e limitare l’azione di ordine retrospettivo".
Mori sarà rimosso dal suo incarico nel giugno 1929, con una nomina a senatore a vita, mentre la propaganda annunciava solennemente "La mafia è stata sconfitta!".
I limiti della sua azione fu lui stesso a riconoscerli in tempi successivi: l'accusa di mafia veniva spesso avanzata per compiere vendette o colpire individui che nulla c'entravano con la mafia stessa. Il principe Lanza di Scalea fu uno dei candidati nelle liste del PNF per le amministrative di Palermo mentre a Gangi il barone Antonio Li Destri, pure candidato del PNF, era protettore di banditi e delinquenti. Il carabiniere Francesco Cardenti così riferisce: "Il barone Li Destri al tempo della maffia era appoggiato forte ai briganti che adesso si trovano carcerati a Portolongone (Elba)se qualcuno passava dalla sua proprietà che è gelosissimo diceva: Non passare più dal mio terreno altrimenti ti faccio levare dalla circolazione, adesso che i tempi sono cambiati e che è amico della autorità [...] Non passare più dal mio terreno altrimenti ti mando al confino." I mezzi usati dalla Polizia nelle numerose azioni condotte per sgominare il fenomeno mafioso portarono ad un aumento della sfiducia della popolazione nei confronti dello Stato. Alcuni mafiosi erano membri del PNF, a conoscenza e con il favore di Benito Mussolini. Mori fu comunque il primo investigatore italiano a dimostrare che la mafia può essere sconfitta con una lotta senza quartiere, come sosterrà successivamente anche Giovanni Falcone.
In queste condizioni, l'operazione ebbe un andamento più lento del previsto. Il primo bandito ad arrendersi fu Gaetano Ferrarello, un uomo alto, anziano, con una lunga barba, molto orgoglioso e dotato di una certa nobiltà d'animo [...] scopo dell'azione non era semplicemente la resa dei banditi, ma anche la loro umiliazione: "Volevo dare alle popolazioni la tangibile prova della viltà della malvivenza", scrisse Mori nelle sue memorie. Non si doveva sparare: i banditi dovevano essere privati dell'onore di una resistenza armata [...] (prosegue Mori) ma io avevo un'idea diversa. Dissi ai miei uomini di entrare nelle case dei criminali, dormire nei loro letti, bere il loro vino, mangiare le loro galline, uccidere il loro bestiame e venderne la carne ai contadini della zona a prezzo ridotto". Fu dato ordine di prendere ostaggi [...] sembra che gli obiettivi principali siano stati donne e bambini. Che le donne siano state maltrattate, come affermarono in seguito critici di Mori, non è certo. Sarebbe stato indubbiamente conforme allo spirito, se non alla lettera dell'impresa, perché lo scopo della cattura di ostaggi era far leva sul senso dell'onore dell'uomo nei confronti della moglie e della famiglia...»
Iscrittosi intanto al Partito Nazionale Fascista, nel 1927 arrestò e fece condannare all'ergastolo Vito Cascio Ferro boss di cosa nostra statunitense per l'omicidio di Joe Petrosino. Anche nei tribunali le condanne per i mafiosi cominciarono a essere durissime, dopo alcuni arresti eclatanti di capimafia, anche i vertici di Cosa nostra non si sentivano più al sicuro e scelsero due vie per salvarsi: una parte emigrò negli USA, andando ad ingrossare le file di Cosa nostra statunitense, mentre un'altra restò in disparte.. Qualcuno riporta tra le "vittime eccellenti" anche il generale di corpo d'armata ed ex ministro, Antonino Di Giorgio, che avrebbe richiesto sostegno, in un colloquio riservato a Mussolini, cosa che non impedirà né il processo né il pensionamento anticipato dell'alto ufficiale e le dimissioni da deputato nel 1928. Mori col consenso di Benito Mussolini perseguì anche l'uomo più in vista del fascismo in Sicilia, Alfredo Cucco, membro del Gran Consiglio del Fascismo
Mori, grazie anche a una propaganda fascista delle sue azioni molto ben orchestrata mediaticamente, divenne notissimo e nominato Senatore del Regno nel dicembre 1928. Nel giugno 1929 Mussolini lo rimosse dal suo incarico "per anzianità di servizio, a far data dal 16 luglio".
Il "prefetto di ferro" coinvolse anche personalità di spicco del PNF come Alfredo Cucco, che fu espulso dal partito. Tuttavia, secondo alcuni studiosi, questi risultati furono condizionati dalle relazioni che vi furono fra mafiosi ed esponenti politici locali che aderirono al fascismo, che avrebbe strumentalizzato la repressione al fine di ottenere maggior consenso; nonostante ciò le vicende sono ancora oggi oggetto di dibattito e studio nell'ambito della storiografia italiana.
Nel 1928 Mori fu nominato senatore e nel 1929 collocato a riposo. I limiti della sua azione furono da lui stesso riconosciuti in tempi successivi: l'accusa di mafia veniva spesso avanzata per compiere vendette o colpire individui che nulla c'entravano con la mafia stessa, come fu con Cucco e con il generale Antonino Di Giorgio. Alcuni mafiosi erano membri del PNF, a conoscenza e con il favore di Benito Mussolini. Il principe Lanza di Scalea fu uno dei candidati nelle liste del PNF per le amministrative di Palermo mentre a Gangi il barone Antonio Li Destri, pure candidato del PNF, era protettore di banditi e delinquenti. Il carabiniere Francesco Cardenti così riferisce: «Il barone Li Destri al tempo della maffia era appoggiato forte ai briganti che adesso si trovano carcerati a Portolongone (Elba) se qualcuno passava dalla sua proprietà che è gelosissimo diceva: Non passare più dal mio terreno altrimenti ti faccio levare dalla circolazione, adesso che i tempi sono cambiati e che è amico della autorità [...] Non passare più dal mio terreno altrimenti ti mando al confino». Altri mafiosi iscritti al PNF erano Sgadari e Mocciano.
Il principe Lanza di Scalea fu uno dei candidati nelle liste del PNF per le amministrative di Palermo mentre a Gangi il barone Antonio Li Destri, pure candidato del PNF, era protettore di banditi e delinquenti. Altri mafiosi iscritti al PNF erano Sgadari e Mocciano. Nel 1937 Genovese venne accusato di aver ordinato l'omicidio del gangster Ferdinando "Fred" Boccia, che era stato assassinato perché aveva preteso per sé una grossa somma che lui e Genovese, barando al gioco, avevano sottratto ad un commerciante; per evitare il processo, Genovese fuggì in Italia, dove si stabilì a Nola. Tramite le sue frequentazioni, conobbe alcuni gerarchi fascisti, finanziando anche la costruzione di una "Casa del Fascio" a Nola, inoltre si presume che Genovese fosse il rifornitore di cocaina di Galeazzo Ciano, il genero di Mussolini.
La mafia dà segni di vita già prima dello sbarco alleato del luglio 1943. Nel 1932, nel centro di Canicattì, vengono consumati tre omicidi «le cui modalità di esecuzione e il mistero profondo in cui rimangono tuttora avvolti» rimandano a «delitti tipici di organizzazioni mafiose»; intorno a Partinico, alla metà degli anni trenta, si verificarono «incendi, danneggiamenti, omicidi [...] a sfondo eminentemente associativo»; ma si potrebbero citare molti altri eventi delittuosi dei quali la stampa non parla, cui il regime risponde con «qualche condanna alla fucilazione e con una nuova ondata di invii al confino». Alcuni mafiosi erano membri del PNF, a conoscenza e con il favore di Benito Mussolini.

### L'omicidio Tresca a New York
Tornato in Italia per l’accusa dell’omicidio del gangster Ferdinando Boccia, Vito Genovese fuggì a Nola nel 1935. Fatta la conoscenza con alcuni gerarchi fascisti, nel 1937  si impegnò poi nella costruzione della casa del fascio di Nola e successivamente, tornato in America fu il mandante dell'assassinio a New York nel gennaio 1943 dell'antifascista Carlo Tresca. Quest'ultimo aveva denunciato in passato i traffici illeciti di Genovese e lo stesso aveva fatto con l'imprenditore Generoso Pope. L'omicidio permise ad alcuni personaggi che successivamente si dichiararono antifascisti, come lo stesso Generoso Pope (precedentemente dichiaratosi sostenitore del fascismo), di entrar a far parte della Mazzini Society negli USA; la vicenda sarebbe riferibile al contrasto interno nella predetta organizzazione per l'ammissione di alcuni italiani, presenti nel paese, ma che in passato avevano mostrato interesse per il fascismo, nei comitati di fronte unito antifascista nati nel 1943. Nel periodo dell'assassinio di Carlo Tresca, Vito Genovese si trovava in Italia e quindi la ricostruzione delle sue responsabilità è soprattutto di natura storica più che provata dal punto di vista investigativo, nel senso stretto del termine.
Genovese, già pochi mesi dopo, alla fine del 1943, sarà l'interprete ufficiale del capo degli affari civili dell'AMGOT, in Sicilia e a Napoli, il colonnello statunitense Charles Poletti. Non son mancati comunque sulla vicenda investigazioni e una vasta popolarità in diversi periodi negli USA, ed è ritenuto, con quasi certezza, che il killer fu Carmine Galante poi affiliato alla famiglia di Joseph Bonanno.

### L'operazione Husky e il governo alleato in Sicilia
Intanto, I vertici di cosa nostra erano stati messi in difficoltà durante la repressione di Mori, in particolare le cosche delle Madonie, di Bagheria, Bisacquino, Termini Imerese, Mistretta, Partinico, Piana dei Colli; altre invece erano rimaste in stato di latenza, ma tuttavia colsero l'occasione dello sbarco degli Alleati in Sicilia per riacquisire prestigio e potere, soprattutto grazie agli statunitensi che misero alcuni mafiosi ai vertici delle amministrazioni locali siciliane, dopo che questi si erano spacciati come antifascisti. Infatti, lo sbarco in Sicilia e la costituzione di un AMGOT (governo militare alleato dei territori occupati) nell'isola il capo degli affari civili, l'ex governatore di New York Charles Poletti, era alla ricerca di antifascisti da sostituire alle autorità locali fasciste e decise di privilegiare alcuni gabellotti e campieri mafiosi, che si presentavano come vittime della repressione fascista: Calogero Vizzini venne nominato sindaco di Villalba, Giuseppe Genco Russo sovrintendente all'assistenza pubblica di Mussomeli e Vincenzo Di Carlo (capo della cosca di Raffadali) responsabile dell'ufficio locale per la requisizione dei cereali.
Ma già il 18 agosto 1943 il vertice dell'AMGOT in Sicilia, il generale inglese Francis Rennell Rodd in un rapporto ai superiori si lamentava della recrudescenza del fenomeno mafioso nell'isola, lamentandosi anche del disarmo dei Reali Carabinieri: "la popolazione rurale ne ha tratto la conclusione che i carabinieri e il fascismo, i due grandi nemici della mafia, sarebbero scomparsi in fretta".
Tutto ciò era inserito in un momento di scontri sociali e rivendicazioni da parte degli strati meno abbienti della popolazione siciliana, che portarono ad un gran numero di caduti durante diverse agitazioni e manifestazioni. I morti fra i manifestanti in questo periodo furono circa 80, a fronte di due appartenenti agli organi di polizia dello stato, mentre i feriti, più o meno gravi, fra i manifestanti furono centinaia. Il più grave fu la strage del pane dell'ottobre 1944 a Palermo, quando i militari spararono sulla folla provocando 24 morti e 158 feriti, tra cui donne e bambini.

### Le indagini postume sul presunto contributo dicosa nostra
Negli atti della commissione parlamentare antimafia italiana che condusse un'inchiesta sul fenomeno mafioso nella VI legislatura (25 maggio 1972 - 4 luglio 1976) venne depositato un rapporto redatto il 21 novembre 1944 dal Console generale statunitense a Palermo, Alfred T. Nester, indirizzato al Segretario di Stato USA.
L'oggetto titolava: «Incontro dei capi della Mafia col generale Castellano e costituzione di un gruppo favorevole all'autonomia» ed il testo recitava:

## Il dibattito storiografico
Ci sono varie opinioni sull'operato di Mori e sulla repressione operata dal regime fascista. Secondo Denis Mack Smith i suoi metodi brutali potevano aver creato anche malcontento nella popolazione, che spesso sarebbe stata tentata a schierarsi dalla parte dei mafiosi, di fronte a forze di polizia che apparivano quasi come invasori stranieri, senza rispetto delle più elementari regole di legalità. Egli scrisse in proposito:
Christopher Duggan osservò circa la repressione operata dal regime fascista che:
("Introduzione" a Christopher Duggan, pag. IX)
Per ciò riguarda l'inquisizione di Alfredo Cucco, Leonardo Sciascia scrisse:
 Nel caso specifico di Cucco lo storico Paolo Pezzino nel suo libro Le mafie ipotizza che la messa fuori gioco di Cucco fu un particolare caso in quanto uomo politico nuovo, avverso agli agrari. Cucco infatti nel 1927 viene addirittura espulso dal PNF e dalla Camera "per indegnità morale" e sottoposto a processo con l'accusa di aver ricevuto denaro e favori da cosa nostra, venendo assolto in appello quattro anni dopo, ma nel frattempo il fascio siciliano è stato decapitato dei suoi elementi radicali.
Diversi pentiti hanno riconosciuto il grave stato di difficoltà in cui si trovò cosa nostra in quegli anni. Mori si occupò anche dei collegamenti e dei contatti dell'organizzazione criminale con la politica, portando lo stesso Mussolini a sciogliere il Fascio di Palermo ed espellere il leader siciliano Cucco – che pure era membro del Gran Consiglio del Fascismo – dal PNF. Dopo il congedo di Mori, secondo Arrigo Petacco, vi fu una recrudescenza del fenomeno mafioso in Sicilia. Come scrisse nel 1931 un avvocato siciliano in una lettera indirizzata a Mori:
Per Giovanni Raffaele, studioso della storia di Sicilia, il rapporto tra cosa nostra e fascismo nella Sicilia degli anni venti si riassume:
Tra i mafiosi indagati dal regime fascista c'erano: il principe Giuseppe Lanza di Scalia, Epifanio Gristina, il barone Vincenzo Ferrara, i baroni Li Destri e Sgadari (per Li Destri e Sgadari si guardi e si legga: Salvatore Lupo: Storia della Mafia dall'unità ad Oggi, Donzelli Editore). Questi ultimi furono processati, ma vennero assolti. Il principe Giuseppe Lanza Branciforte di Scalia che era stato eletto alla Camera nelle liste del PNF nel periodo precedente all'instaurazione della dittatura, alle politiche del 1924, fu in seguito espulso dal partito. Arrigo Petacco nel suo libro Il Prefetto di Ferro dice che il fascismo si occupa dei "pesci piccoli" riportando alla Sicilia i capi mafiosi fascistizzati che avevano subito nulle o lievi pene tramite varie forme giuridiche utilizzate ad hoc. Secondo lo storico Giuseppe Tricoli, Mussolini ritenne, forse erroneamente, che l'opera di Mori fosse compiuta, e volle evitare un'ulteriore militarizzazione della Sicilia che poteva essere vista dalla popolazione come un perpetuo stato di guerra.
L'attività di Mori si può dire, in linea di massima, che fu congruente allo sviluppo del regime il quale, se da una parte ambiva ad incarnare un potere equipollente a quello di cosa nostra, dall'altra doveva vincolare l'organizzazione criminale ad un certo "ordine di regime" in modo da trattenere nella propria immagine l'istanza simbolica di "potere superiore", in tal senso Mori fu quindi lo strumento di Mussolini per arrivare a tale obiettivo. Circa la collaborazione di Lucky Luciano allo sbarco in Sicilia lo storico Michele Pantaleone sostenne l'esistenza di accordi segreti con il boss Calogero Vizzini per il tramite di Luciano al fine di facilitare l'avanzata statunitense, smentito però da altre testimonianze. Lo storico Francesco Renda sostenne che per il coinvolgimento della mafia nello sbarco alleato si trattava di «una favola che ha la forza di un mito».
Tuttavia i vertici di cosa nostra  colsero l'occasione dello sbarco in Sicilia nel luglio 1943 per riacquistare potere ed influenza, poiché in cambio del loro appoggio nello sbarco in Sicilia vennero posti dagli alleati ai vertici delle amministrazioni locali siciliane, come sicuri antifascisti, come accadde in diversi casi al tempo dell'AMGOT. Al riguardo, lo storico Salvatore Lupo, scrisse: